# Acanthodactylus haasi
Acanthodactylus haasi là một loài thằn lằn trong họ Lacertidae. Loài này được Leviton & Anderson mô tả khoa học đầu tiên năm 1967.